# Iglesia de Nuestra Señora de la Asunción (Marinilla)
La Iglesia de Nuestra Señora de la Asunción de Marinilla es un templo colombiano de culto católico dedicado a la Virgen María bajo la advocación de la Asunción, está ubicado en el costado norte del parque principal del municipio de Marinilla (Antioquia). 
La edificación ha sufrido a lo largo de su historia varias remodelaciones, siendo la última de ellas realizada por el arquitecto francés Carlos Carré, quien rediseño totalmente la fachada principal y redujo de cinco a tres naves el interior del templo.

## Historia
Hacia 1650 en el Valle de San José existió una ermita edificada en bahareque; la primera de que se tenga referencias en aquel lugar cercano a la quebrada Cimarronas. Por el año de 1662 existía en dicho valle una iglesia pajiza, y a partir de 1664 fue reedificada por Fray Miguel de Castro con el fin de confortar a la comunidad cristiana atenuada en aquel tiempo.
Para 1750 se edificó un templo en tapia en terrenos legados por Diego Muñoz de Bonilla en 1690. En 1752 se erigió en Parroquia y fue su primer párroco Fabián Sebastián Jiménez Duque de Estrada. En 1785 el templo fue agraciado por un breve de su Santidad Pío VI por el cual era posible recibir un jubileo para quienes lo visitaran. A partir de 1802, el señor Jorge Román de Posada reconstruyó la iglesia en ladrillo, tapia y teja. En 1874, sobre los muros de este templo y aprovechando la estadía en Antioquia del arquitecto italiano Felipe Crosti, se reformó la iglesia. El diseño del italiano incluía un esquema de 5 naves, fachada con dos torres laterales, un pórtico con balaustrada que las unía y una cúpula de cobre.
En 1891, ante la necesidad de reparar la fachada principal que presentaba grietas y la cúpula de cobre que se encontraba vencida, el Obispo Bernardo Herrera Restrepo envió al arquitecto francés Carlos Carré, quien por aquel tiempo adelantaba los trabajos de construcción de otras dos grandes iglesias (la Catedral de Medellín y el Templo de Girardota). Éste, después de haber analizado y revisado lo efectuado por Crosti, propuso reducir el templo de 5 a 3 naves, rediseñar totalmente la fachada principal, suprimiendo el pórtico y las torres antes mencionadas por una sola torre que partiese de la nave central y enmarcase el acceso principal; cambiar la cúpula de cobre por una sutil aguja de ladrillo; cambiar las columnas. Desde la concepción del edificio, Carré fijó el acabado en las fachadas de pañete y blanqueadas con cal, por lo cual este templo no emplea el manejo serio, detallado y artístico del ladrillo, habitual en la obra del arquitecto.
Hacia el año 1860 el alemán Enrique Hausler colocó el reloj que hoy funciona en el frente de la iglesia, y en marzo de 1892, la junta de reconstrucción del edificio, representada por el señor Jesús Gómez, autorizó el pago de 100 pesos como honorarios por los servicios prestados por Carlos Carré.